# Haruna (1913)
Haruna (japonsky: 榛名), pojmenovaná podle stále aktivní sopky Haruna ležící na východním Honšú, byla bitevním křižníkem japonského císařského námořnictva třídy Kongó, který byl přestavěn a v roce 1931 překlasifikován na bitevní loď. 

## Historie
Její stavba byla zahájena v loděnicích Kawasaki v Kóbe 16. března 1912, na vodu byla spuštěna 14. prosince 1913 a do služby vstoupila 19. dubna 1915.
Během druhé světové války poskytovala Haruna v lednu a únoru 1942 krytí japonským invazním silám v Nizozemské východní Indii, účastnila se nájezdu do Indického oceánu proti britské Východní flotě v dubnu 1942, chránila invazní flotu během bitvy o Midway v červnu 1942.
V noci 13. října 1942 Haruna společně se svou sesterskou lodí Kongó bombardovala Hendersonovo letiště na Guadalcanalu. Vypálila 483 kusů 356mm granátů (Kongó dalších 435 kusů), nejprve tříštivých a nakonec, když tříštivé došly, i průbojných, které ale byly proti pozemním cílům méně účinné. Celkem se japonským lodím podařilo na zemi zničit více než 40 amerických letounů.
25. října 1942 se zúčastnila bitvy u ostrovů Santa Cruz, námořní bitvy o Guadalcanal (jen jako vzdálené krytí) v listopadu 1942, bitvy ve Filipínském moři v červnu 1944 a bitvy u Leyte v říjnu 1944.
28. července 1945 byla Haruna napadena letadly z amerických letadlových lodí svazu Task Force 38 a bombardéry B-24 USAAF, když kotvila v přístavu Kure v prefektuře Hirošima. Ve svém kotvišti se potopila i s 65 členy posádky a 20. listopadu byla oficiálně vyškrtnuta z rejstříku námořnictva. V roce 1946 byl její trup vyzvednut a sešrotován.

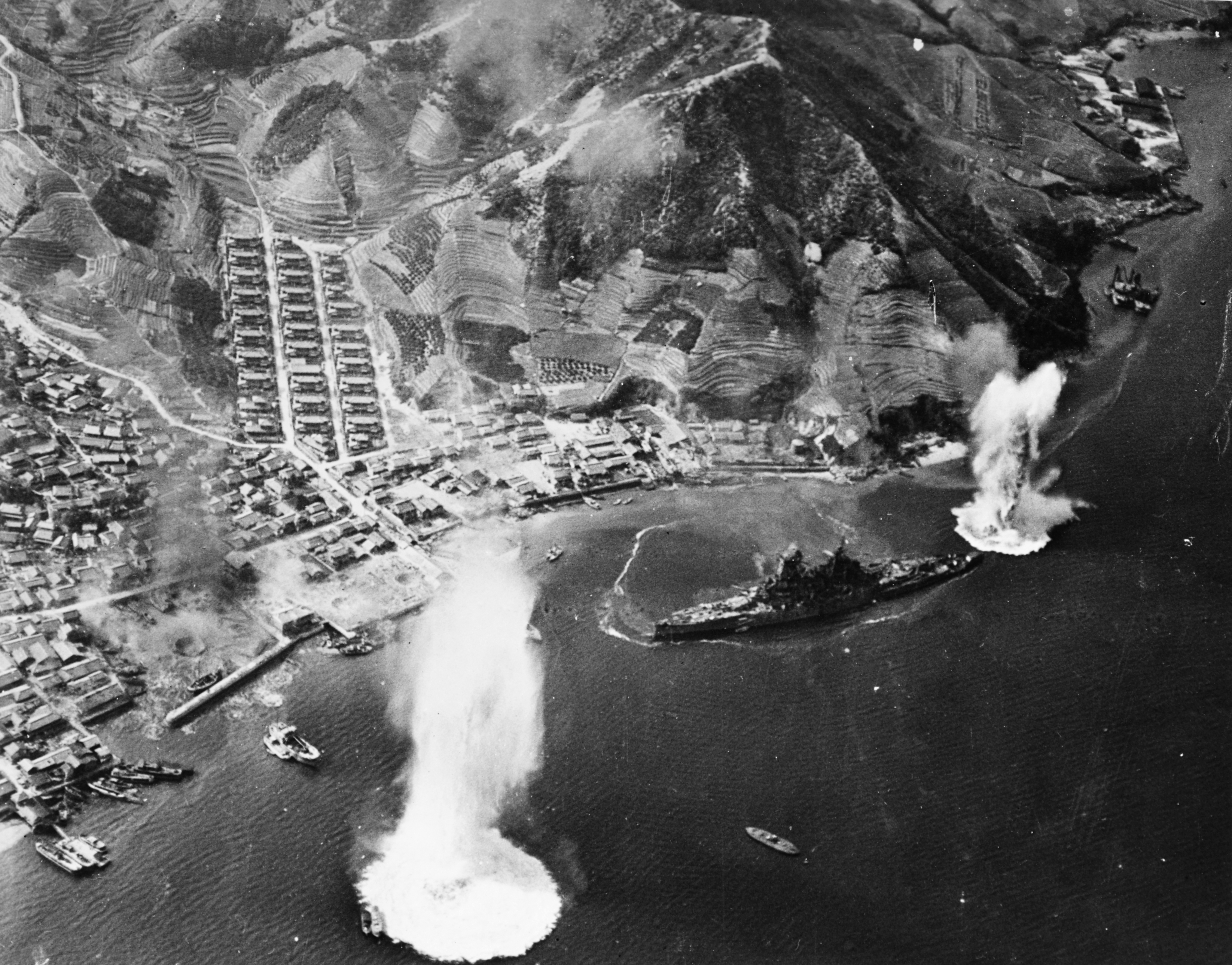
Letecký útok na Harunu zakotvenou v Kure 28. července 1945
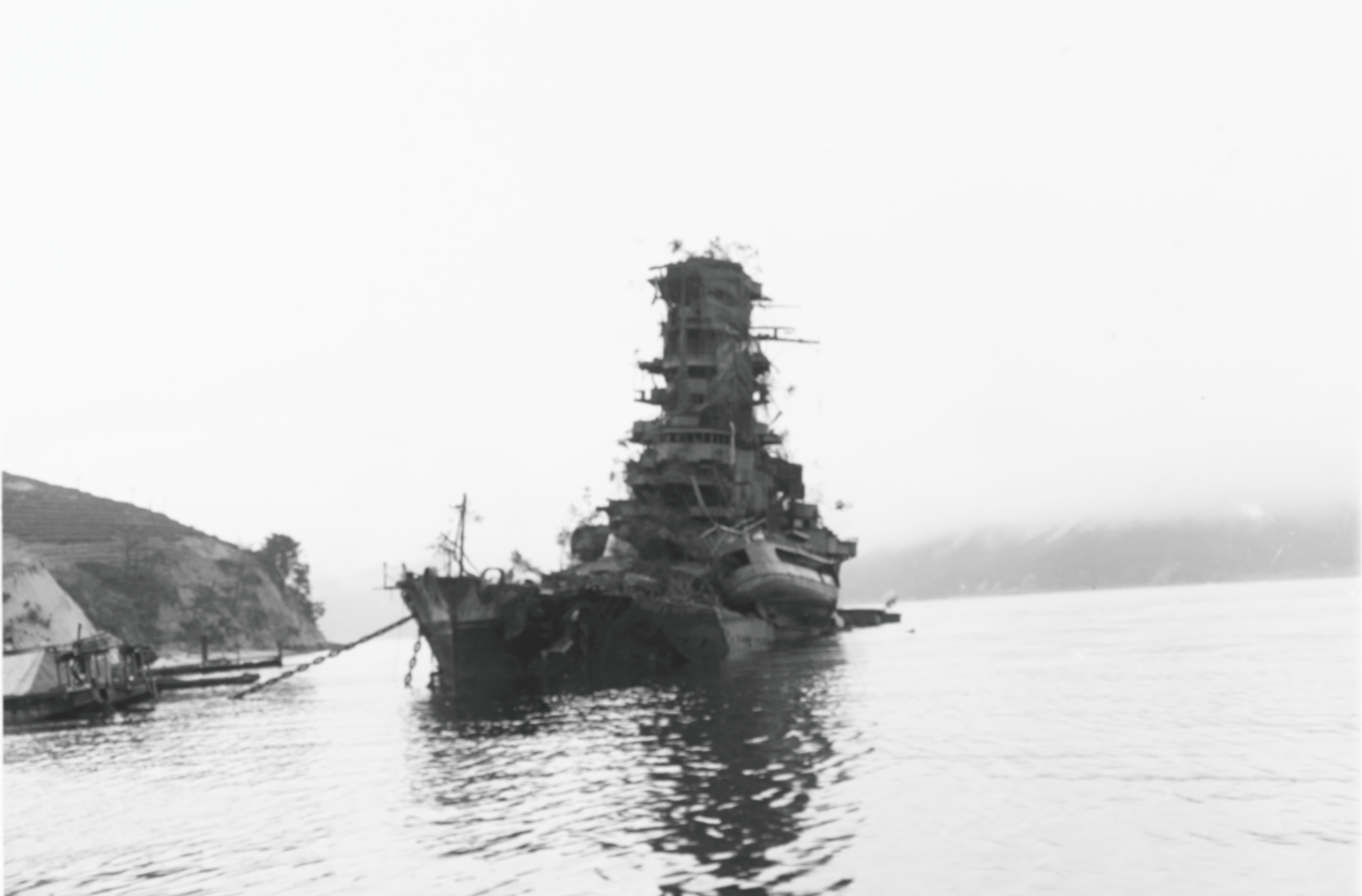
Potopená Haruna 8. října 1945